# La Vierge à l'Enfant sur le trône avec la famille Bentivoglio
Pour l’article ayant un titre homophone, voir Retable Bentivoglio (Francesco Francia).
Pour les articles homonymes, voir Bentivoglio (homonymie) et Trône (homonymie).
La Vierge à l'Enfant sur le trône avec la famille Bentivoglio (en italien : Pala Bentivoglio) est une peinture à thème  religieux de Lorenzo Costa, une peinture à l'huile  datant de 1488, conservée dans la chapelle Bentivoglio de l'église San Giacomo Maggiore à Bologne.

## Histoire

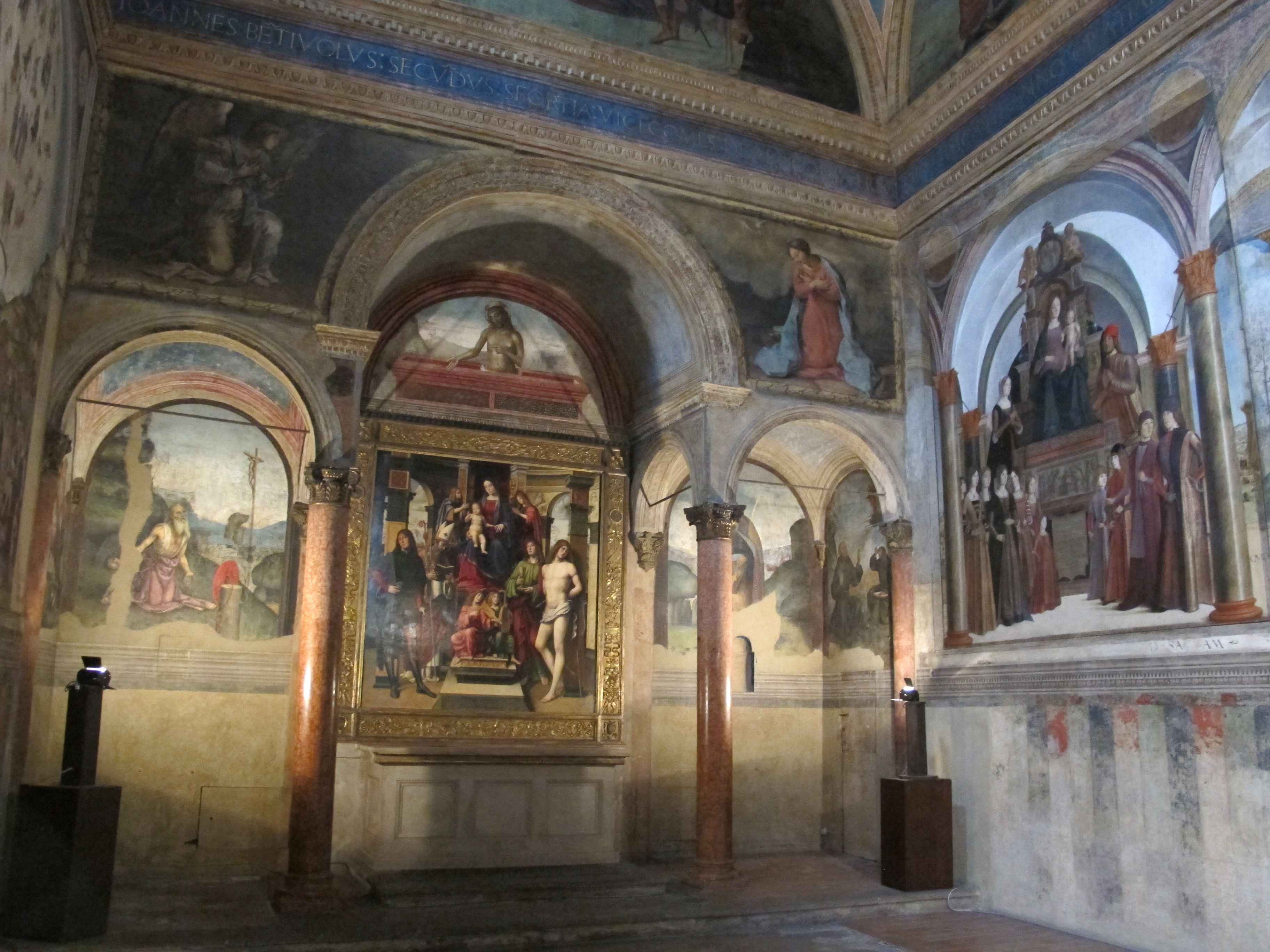
Le retable dans la chapelle Bentivoglio.

Le tableau a été commandé par Giovanni II Bentivoglio, seigneur de Bologne, en remerciement à la Vierge pour avoir échappé à une tentative de massacre de la part de la famille Malvezzi.

## Thème
Le thème est celui de la Vierge en majesté, trônant entourée des membres de la famille Bentivoglio.

## Description

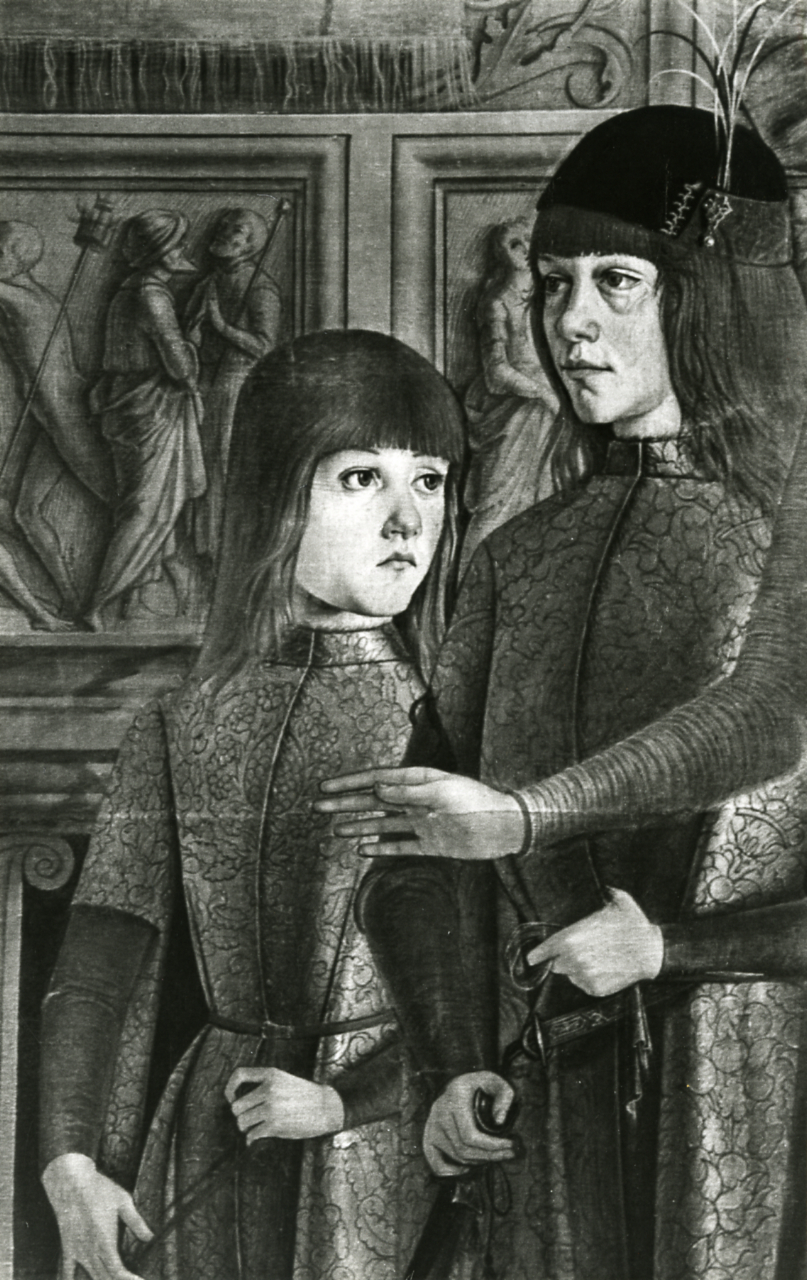
Détail du tableau

La peinture est une grande toile, exécutée par Lorenzo Costa, comme les deux œuvres sur le mur opposé de la chapelle, Le Triomphe de la Renommée et Le Triomphe de la Mort.
La Vierge à l'Enfant trône au centre d'une somptueuse architecture perspective de style Renaissance au-dessus d'un autel de marbre. Sur les côtés sont postés à genoux les deux donateurs, les époux Giovanni II Bentivoglio et Ginevra Sforza.
Au premier plan, au pied de l'autel, se trouvent leurs onze enfants :
- sur la gauche les filles, de gauche à droite : Camilla, Bianca, Francesca, Violante, future épouse de Pandolfo Malatesta IV, Laura, Isotta et Eleonora ;
- sur la droite les  quatre  garçons : Ermes, Alessandro, Anton Galeazzo et l'aîné, Annibale.

Les figures sont bien individualisées et permettent d'apprécier les vêtements portés à l'époque ; leur réalisme se distingue de la douceur compatissante de la physionomie de la Vierge. Malgré l'atmosphère de recueillement chrétien de la représentation, un sacrifice antique est représenté sur le soubassement du trône.
Le dessin ferme et le coloris vigoureux rappellent les traditions des autres peintres ferrarais Cosmè Tura, Francesco del Cossa et Ercole de Roberti. La date et la signature en latin de Costa apparaissent dans l'inscription gravée sur la base du trône :

« ME, PATRIAM ET DULCES CARA CUM CONJUGE NATOS
COMMENDO PRECIBUS, VIRGO BEATA, TUIS.
MCCCCXXXVIII. LAURENTIUS COSTA FACIEBAT. »

## Sources
- (it) Cet article est partiellement ou en totalité issu de l’article de Wikipédia en italien intitulé « Pala Bentivoglio » (voir la liste des auteurs).